# Markus Liske
Markus Liske (* 13. Dezember 1967 in Bremen) ist ein deutscher Schriftsteller und Publizist.

## Leben
1991 erschien Liskes erster Gedichtband TUMOR. Bis 1995 engagierte er sich in verschiedenen Lesereihen (u. a. Kapitalismus und Zuversicht mit Thomas Holzapfel, Das Homer Projekt mit Oliver Piecha und Thomas Holzapfel). Von 1995 bis 1998 war er Sänger der Experimental-Band Splatter Kakapo und Veranstalter div. Kunstfestivals. 2000 wurde er Stammvorleser bei Dr. Seltsams club existentialiste.
Seit 2001 Mitorganisator des Berliner Erich-Mühsam-Festivals. Im selben Jahr begann auch die Zusammenarbeit mit Manja Präkels’ Band Der Singende Tresen, für die er gemeinsam mit Präkels mehrere Liedtheater-Programme verfasste. 2003 beteiligte er sich an der Wiederaufnahme von Die Höhnende Wochenschau. Seit 2004 regelmäßige Soloauftritte unter dem Titel Liske liest. Seine in den diversen Lesereihen vorgetragenen politischen Satiren erschienen in mehreren Bänden im Verlag Edition AV. Satiren, Artikel und Essays erschienen u. a. in: Wochenzeitung Jungle World, Magazin Leben & Tod, Tageszeitung junge Welt, Satiremagazin Titanic, Literaturmagazin Parmetier (NL), Stadtmagazin P-Berg, Schriftenreihe der Erich-Mühsam-Gesellschaft, Direkte Aktion.
2009 gründete Liske gemeinsam mit Manja Präkels die Gedankenmanufaktur WORT & TON, mit der sie sich verstärkt auch publizistisch betätigen. In gemeinsamer Herausgeberschaft entstanden seither die literarische Anthologie Kaltland – eine Sammlung (2011) über die Pogrome der Nachwendezeit, das Erich-Mühsam-Lesebuch Das seid ihr Hunde wert! (2014) sowie die Streitschrift Vorsicht Volk! (2015) über neue identitär-völkische Bürgerbewegungen wie Pegida und Querfrontzusammenschlüsse wie die Mahnwachen für den Frieden.
2016 erschien mit Glücksschweine Liskes erster Roman, der (wie schon Kaltland – Eine Sammlung) die Neunzigerjahre des 20. Jahrhunderts gleichermaßen als historische Leerstelle und als Jahrzehnt entscheidender historischer Weichenstellungen beschreibt. „Es gibt ja Bücher, die sind unangenehm und schmerzhaft, trotzdem lassen sie einen nicht los. Dieses gehört dazu!“, sagte darüber der Moderator Jörg Petzold auf Flux FM.

## Werke
- TUMOR. Hausschild Verlag, Bremen 1991. ISBN 3-926598-28-X
- Die 1000jährige Infobox. Basislager, Berlin 1997.
- Deutschland. Ein Hundetraum. Verlag Edition AV, Lich 2003. ISBN 3-936049-25-4.
- Freier Fall für freie Bürger. Verlag Edition AV, Lich 2005.- ISBN 3-936049-56-4.
- Weltmeister wie wir. Verlag Edition AV, Lich 2008. ISBN 978-3-86841-008-2.
- Kaltland – Eine Sammlung (Herausgeber mit Karsten Krampitz und Manja Präkels). Rotbuch, Berlin 2011. ISBN 978-3-86789-144-8
- Erich Mühsam: Das seid ihr Hunde wert! (Herausgeber mit Manja Präkels). Verbrecher Verlag, Berlin 2014. ISBN 978-3-943167-84-9
- Vorsicht Volk! oder: Bewegungen im Wahn? (Herausgeber mit Manja Präkels). Verbrecher Verlag, Berlin 2015. ISBN 978-3-95732-121-3
- Glücksschweine (Roman). Verbrecher Verlag, Berlin 2016. ISBN 978-3-95732-162-6
- Sechs Tage im April. Erich Mühsams Räterepublik (Sachbuch mit Texten von Erich Mühsam). Verbrecher Verlag, Berlin 2019. ISBN 978-3-95732-375-0
- Sechs Tage im April. Erich Mühsams Räterepublik. Hörbuch. Gelesen von Robert Stadlober u. a., speak low, Berlin 2019. ISBN 978-3-940018-55-7

Mitwirkung an:
- Heimat, Heimweh, Heimsuchung (hrsg. v. K. Krampitz, H. Werning). Karin Kramer Verlag, Berlin 2009. ISBN 978-3-87956-338-8.
- Leben mit und ohne Gott (hrsg. v. K. Krampitz, U. Seltmann). Herbig Verlag, Berlin 2010. ISBN 978-3-7766-2645-2.
- Schritt für Schritt ins Paradies (hrsg. v. K. Krampitz, K. Lederer). Karin Kramer Verlag, Berlin 2013. ISBN 978-3-87956-374-6.
- Ist das jetzt Satire oder was? (hrsg. v. V. Surmann, H. Werning). Satyr Verlag, Berlin 2015. ISBN 978-3-944035-56-7.

## Diskografie
- Splatter Kakapo: Peep Trash (1997?)
- Der Singende Tresen: Sperrstundenmusik (2005) Raumer Records, Berlin – RR16505
- Der Singende Tresen: Clowns im Regen (2007) Raumer Records, Berlin – RR16807
- Der Singende Tresen: Kein Teil von Etwas (2009) Raumer Records, Berlin
- Der Singende Tresen: Ernste Musik – CD, Setalight Records/Rough Trade, Berlin 2012 – SLR031
- Der Singende Tresen: Mühsam Blues – CD, Setalight Records, Berlin 2014 – SLR044

## Bühnenarbeiten
- Easy Jaily – Multimediales Spektakel in der Knastruine Rummelsburg, Berlin 1997[7]
- Rings on Fire – Multimediales Spektakel, konzipiert für den Kuppelsaal auf dem Berliner Reichssportfeld und nach Zensurdebatte in den Prater der Volksbühne verlegt. Wurde dort 1998 im Rahmen von Christoph Schlingensiefs Wahlkampfzirkus aufgeführt[8].
- Millenium Overdose – Multimediales Spektakel in der Flakbunkerruine Humboldthain, Berlin 1999
- Der etwas andere Heimatabend – Multimediales Liedtheater (uraufgeführt auf dem Internationalen Kurzfilmfestival Interfilm Berlin 2002 / Die anschließende Brandenburg-Tournee wurde vom Aktionsfonds für ein tolerantes Brandenburg gefördert)
- Freier Fall für freie Bürger – Chansonrevue mit Jens-Paul Wollenberg und Uta Pilling (uraufgeführt auf dem Festival Musik und Politik, Berlin 2004)
- Land unter! – Liedtheater (uraufgeführt auf dem Theaterschiff Potsdam, Berlin 2006)[9]
- Kein Teil von Etwas – Liedtheater (uraufgeführt auf dem Internationalen Brechtfestival Augsburg 2008)

Daneben war er einer der Autoren der Kindertheaterstücke Alles meins! (2001), Der Rabe im Schnee (2002), Ein Maulwurf in Berlin (2003), Gespensterstunde im Rabenwald (2005), Der Weihnachtshase (2006), und Der Piratenschatz (2008).